# Clipnosis

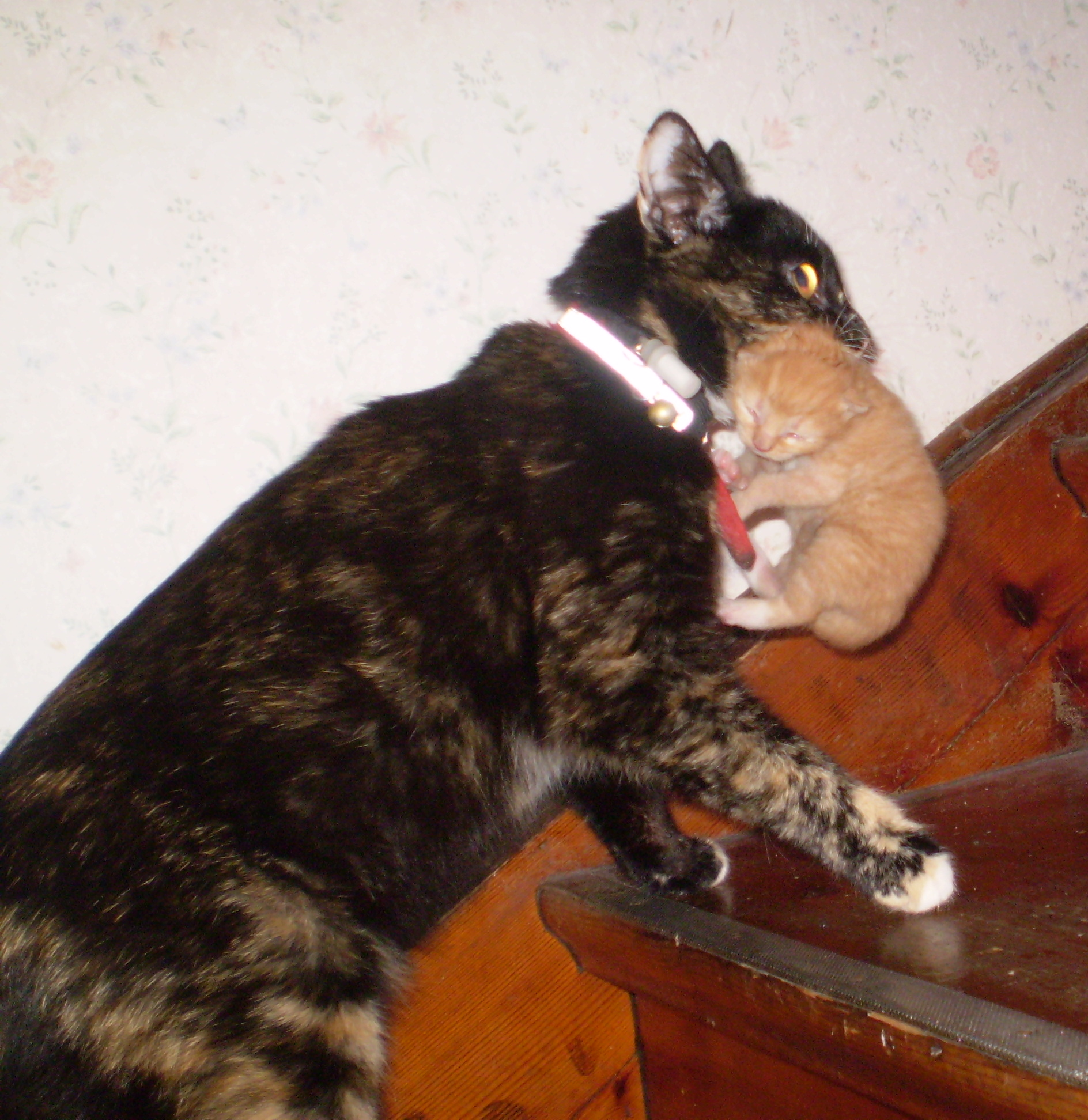
Un gato que lleva un gatito

La clipnosis, también conocida como inmovilidad dorsal o inmovilidad de transporte, es un estado parcialmente inerte que resulta de un apretón suave de la piel detrás del cuello.  Se observa principalmente en los felinos y permite a una gata hembra llevar fácilmente a sus crías con sus mandíbulas. Puede ser usado para contener a la mayoría de los gatos en un contexto doméstico o veterinario. El fenómeno también ocurre en otros animales, como las ardillas y los ratones.